# Universal Networking Language

Figura 1. Gràfic de la UNL.

Universal Networking Language (amb acrònim anglès UNL) és un llenguatge formal declaratiu dissenyat específicament per representar dades semàntiques extretes de textos en llenguatge natural. Es pot utilitzar com a llenguatge pivot en sistemes de traducció automàtica interlingüe o com a llenguatge de representació del coneixement en aplicacions de recuperació d'informació.
UNL està dissenyat per establir una base senzilla per representar els aspectes més centrals de la informació i el significat en una forma independent de la màquina i el llenguatge humà. Com a formalisme independent de la llengua, UNL té com a objectiu codificar, emmagatzemar, difondre i recuperar informació independentment de la llengua original en què s'expressa. En aquest sentit, UNL pretén oferir eines per superar la barrera lingüística de manera sistemàtica.
A primera vista, l'UNL sembla ser una mena d'interlingua, en què els textos d'origen es converteixen abans de ser traduïts a les llengües d'arribada. De fet, es pot utilitzar per a aquest propòsit, i també de manera molt eficient. Tanmateix, la seva veritable força és la representació del coneixement i el seu objectiu principal és proporcionar una infraestructura per gestionar el coneixement que ja existeix o pot existir en qualsevol llengua determinada.

## Estructura
En l'enfocament UNL, la informació transmesa pel llenguatge natural es representa frase per frase com un hipergraf compost per un conjunt d'enllaços binaris dirigits etiquetats (anomenats relacions) entre nodes o hipernodes (les Paraules Universals, o simplement UWs), que signifiquen conceptes. Els UW també es poden anotar amb atributs que representen informació de context.
Com a exemple, la frase anglesa 'The sky was blue?!' es pot representar a UNL de la manera del gràfic de la figura 1.